# Ctenus dilucidus
Ctenus dilucidus är en spindelart som beskrevs av Simon 1910. Ctenus dilucidus ingår i släktet Ctenus och familjen Ctenidae.
Artens utbredningsområde är Kongo. Inga underarter finns listade i Catalogue of Life.